# ステファノ・ペッシーナ
ステファノ・ペッシーナ（Stefano Pessina、1941年6月4日 - ）は、イタリアとモネガスクの億万長者の実業家であり、Walgreens Boots Allianceの副会長、最高経営責任者（CEO）、および筆頭株主。

## 幼少期
ペッシーナはペスカーラで生まれ、ミラノ、コモ、ナポリで育った。
ミラノ工科大学を核工学で卒業し、その後学界でキャリアをスタートし、後にミラノの市場調査会社ACNielsenに入社した。 彼は核物理学者になることを志したが、1970年代の混乱した政治情勢により失意した。

## キャリア
1977年、ペッシーナはイタリアのナポリにある家族の医薬品卸売業者（おそらくペトロネグループ）を引き継ぎ、それをフランコイタリアの医薬品卸売グループであるAllianceSantéに変えた。1997年にAlliance UniChemと合併した。2001年から2004年まで、彼はCEOを務めた。彼は副会長を務め、後に会長を務めた。 同社は2006年にBoots Group PLCと合併し、2007年7月に非公開になった。 ペッシーナは、2007年から2014年までAlliance Bootsの会長を務め、現在は副会長兼最高経営責任者(CEO)を務めている。ペッシーナはWalgreens Boots Allianceの取締役である。彼は消費財フォーラムの取締役である。
2015年1月31日のサンデーテレグラフへのインタビューで、ペシーナは、2015年5月に英国の労働党が総選挙に勝利する見通しについて、次のようにコメントした。「彼らが話すように行動した場合、それは壊滅的になるだろう。問題は、彼らが自分で発言したように行動するかどうかです。 脅したり叫ぶことと、日常的に国の指揮をとり管理することはまったく異なります。」 彼は労働党のビジネス政策を「ビジネスには役立たず、国には役立たず、結局は彼らにとっても役立たないものだろう」と説明した。Sunday Telegraphは、ペシーナが「彼が嫌悪する特定の政策について詳しく述べることを拒否した」と述べた。
2月1日、労働党のシャドウビジネス長官チュカウムンナは 、 インディペンデント紙にこう答えました。「英国に住んでおらず、英国に税金を払わない者が企業を主導し、支払うものに公正な貢献をすることを避けていると報告されている企業が英国の最大の利益が何か知りたいと主張する場合、英国の人々と英国の企業は独自の結論を導きます 」 労働党党首のエド・ミリバンドは、2月2日のスカイニュースとのライブQ＆Aセッションで次のように述べている。「Bootsの会長はモナコに住んでおり、英国の税金を払っていません。 税金を払わない人に投票する方法を教えてもらえればと思います」
2月2日、 ウォルグリーン・ブーツ・アライアンスは、次のように述べた。「ステファノ・ペシーナによるコメントは他のたくさんの会話の中の一部で、背景を無視して一部を抜き取られたものです。ステファノ・ペシーナは個人的な見解のみを表明しており、エド・ミリバンドや労働党に対して反対運動を行っていません。」 2月6日、 The Telegraphの副編集長であるAllister Heathは、"世界最大の起業家の1人"である ペッシーナに対する労働者と自由民主党の政治家による”攻撃”は、"無防備であるのと同じくらい無意味である"と説明した。

## 私生活
1985年以来、ペッシーナはOrnella Barraがパートナーであり、彼女はWalgreens Boots Allianceの共同最高執行責任者である。
ペッシーナは以前離婚しており、前妻との間に子供が2人いる。